# Wetstraat

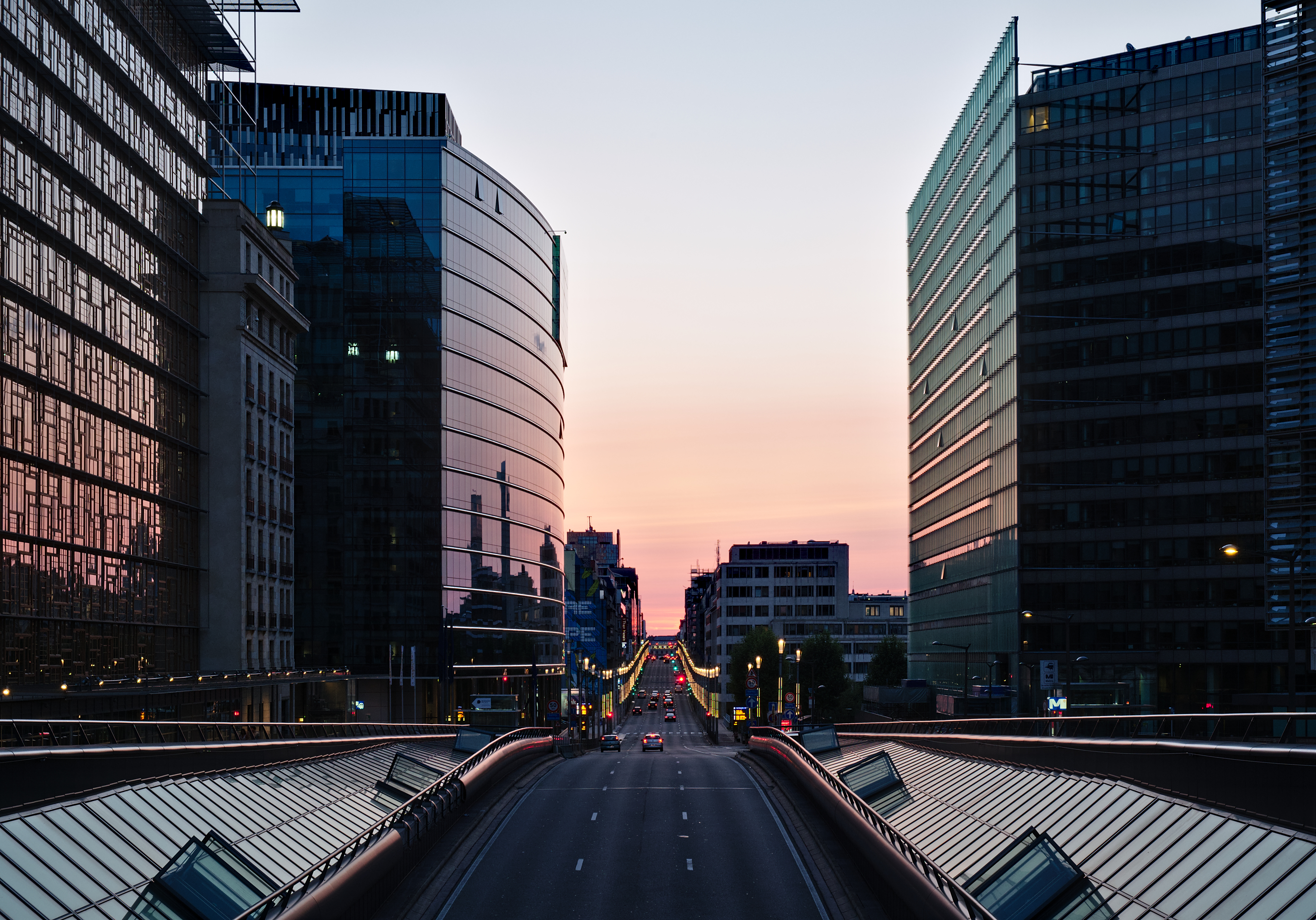
De Wetstraat gezien vanaf de uitrit van de Wettunnel met het Europagebouw, Lexgebouw en Karel de Grotegebouw

De Wetstraat (Frans: Rue de la Loi) is een straat in Brussel, met belangrijke gebouwen van zowel de Belgische regering als de Europese instellingen. Het is een van de drukste invalswegen van Brussel.
De straat loopt vanaf het Schumanplein, nabij het Jubelpark, tot aan de Koningsstraat, in het centrum van Brussel. Onder de Wetstraat lopen twee tunnels: de Wettunnel onder het Schumanplein en de Kunst-Wettunnel onder het kruispunt met de R20, de Kleine Ring van Brussel.
Aan de kant van het Schumanplein bevindt zich de Europese Wijk van Brussel met onder meer het Berlaymontcomplex, het Justus Lipsiusgebouw, het Europagebouw, het Karel de Grotegebouw, het Lexgebouw en andere kantoorgebouwen van de Europese Unie (The One). Aan de andere kant eindigt de Wetstraat tussen het Warandepark en het gebouw van het Belgische parlement: het Paleis der Natie met de Kamer van volksvertegenwoordigers en de Senaat, evenals het kabinet van de Eerste Minister (op Wetstraat 16).

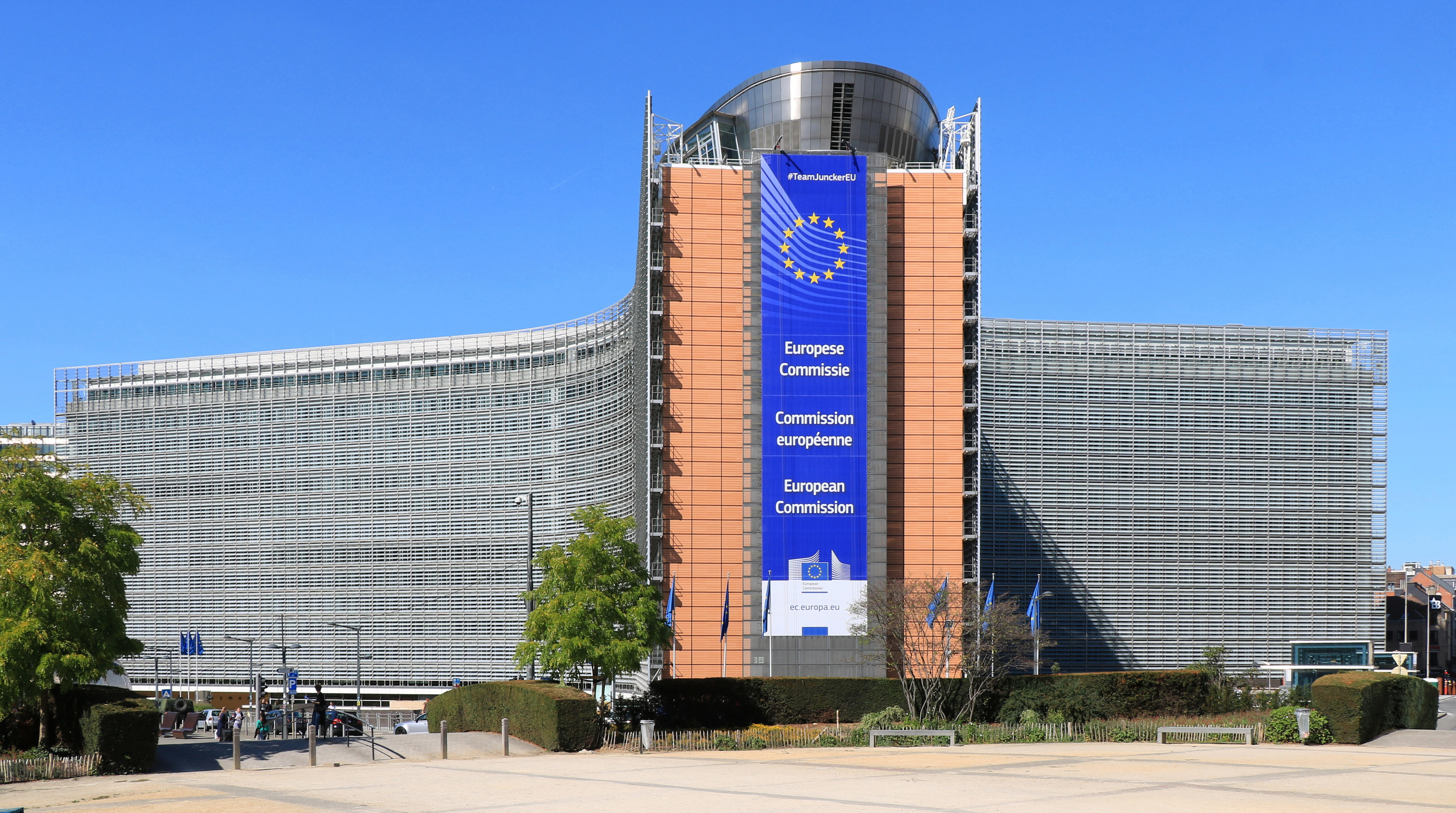
Het Berlaymontgebouw op nummer 200, met daarin de zetel van de Europese Commissie.

## Figuurlijk gebruik van "de Wetstraat"
Door de locatie van bovenvermelde gebouwen, wordt de term "de Wetstraat" in de media vaak gebruikt om te verwijzen naar de Belgische federale politiek (het parlement en/of de regering); vergelijk het gebruik van "het Binnenhof" voor de Nederlandse nationale politiek. Het jargon dat men met de federale politiek associeert, noemt men wel wetstratees.

## Koning Willem III
Koning Willem III der Nederlanden werd op 19 februari 1817 geboren in deze straat. De geboorte vond plaats in een zijvleugel van de toenmalige Staten-Generaal van het Koninkrijk der Verenigde Nederlanden, sinds 1831 het federale parlement van België.